# Frans Jozias van Saksen-Coburg-Saalfeld
Frans Jozias van Saksen-Coburg-Saalfeld (Saalfeld, 25 september 1697 - Bad Rodach, 16 september 1764) was van 1729 tot 1735 hertog van Saksen-Saalfeld en daarna tot 1764 hertog van Saksen-Coburg-Saalfeld.
Hij was een zoon van hertog Johan Ernst en Charlotte Johanna van Waldeck-Wildungen. Het al decennia durende conflict over de nalatenschap van Saksen-Coburg werd in 1735 door keizerlijke interventie beslecht, waardoor Saksen-Saalfeld werd uitgebreid tot Saksen-Coburg-Saalfeld.
Frans Jozias regeerde tot 1745 samen met zijn halfbroer Christiaan Ernst. Hij resideerde in Coburg, zijn broer in Saalfeld. Na de dood van zijn broer voerde hij de primogenituur in. Hij werd opgevolgd door zijn zoon Ernst Frederik.

## Huwelijk en kinderen

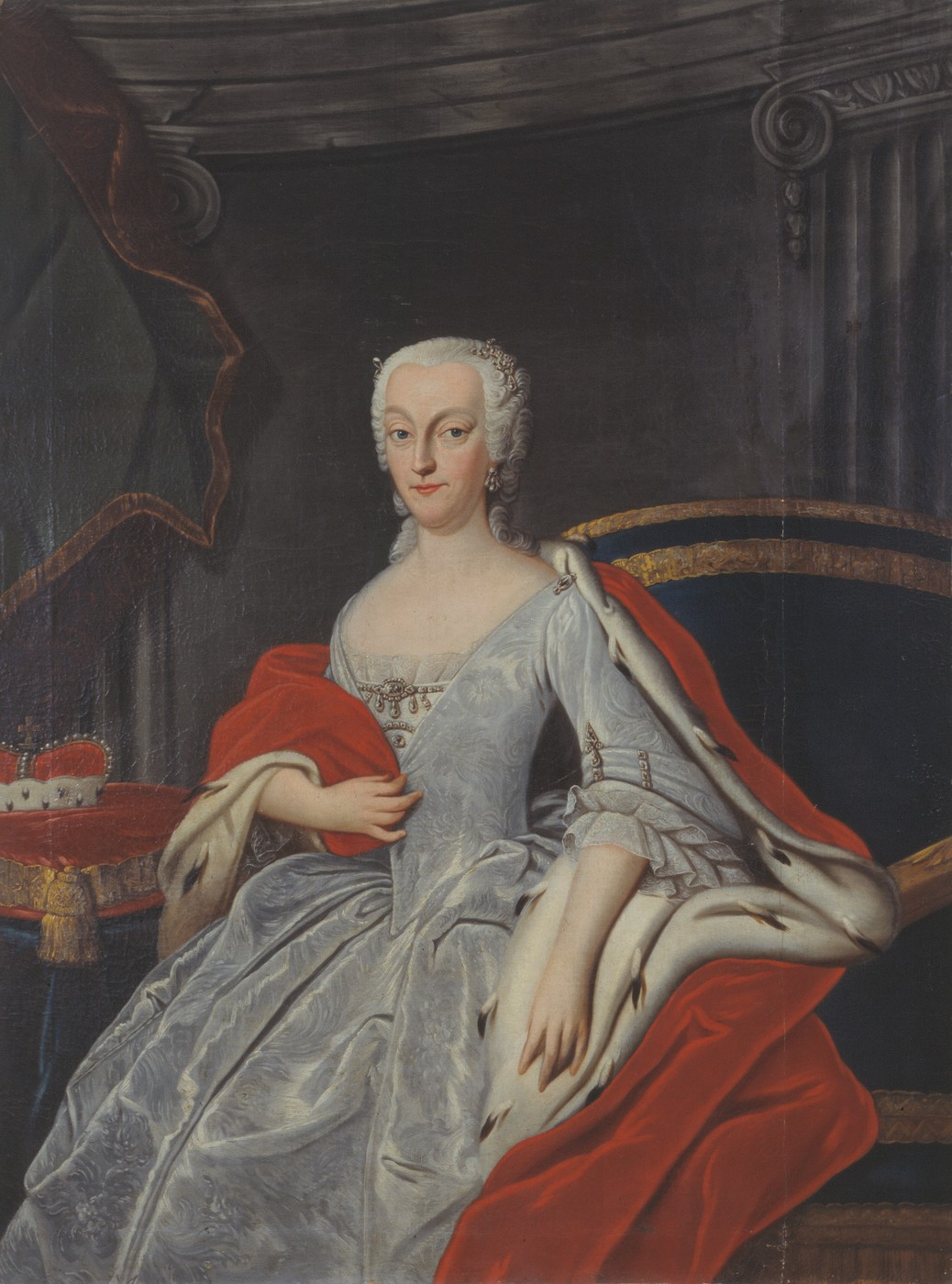
Zijn echtgenote Anna Sophia van Schwarzburg-Rudolstadt.

Hij was gehuwd in 1723 met Anna Sophia van Schwarzburg-Rudolstadt (1700-1780, dochter van vorst Lodewijk Frederik I van Schwarzburg-Rudolstadt, en werd vader van:
- Ernst Frederik (1724-1800)
- Johan Willem (1726-1745)
- Anna Sophia (1727-1728)
- Christiaan Frans (1730-1797)
- Charlotte Sophie (1731-1810), gehuwd met hertog Lodewijk van Mecklenburg-Schwerin en moeder van Frederik Frans I
- Frederika Magdalena (1733-1734)
- Frederika Carolina (1735-1791), gehuwd met markgraaf Karel Alexander van Brandenburg-Ansbach (1736-1806)
- Frederik Jozias (1737-1815), morganatisch gehuwd met Theresia Stroffeck.

## Voorouders
| Voorouders van Frans Jozias van Saksen-Coburg-Saalfeld | Voorouders van Frans Jozias van Saksen-Coburg-Saalfeld                                                 | Voorouders van Frans Jozias van Saksen-Coburg-Saalfeld                                                 | Voorouders van Frans Jozias van Saksen-Coburg-Saalfeld                                                 | Voorouders van Frans Jozias van Saksen-Coburg-Saalfeld                                                 | Voorouders van Frans Jozias van Saksen-Coburg-Saalfeld                                                 | Voorouders van Frans Jozias van Saksen-Coburg-Saalfeld                                                 | Voorouders van Frans Jozias van Saksen-Coburg-Saalfeld                                                 | Voorouders van Frans Jozias van Saksen-Coburg-Saalfeld                                                 |
| ------------------------------------------------------ | --- | --- | --- | --- | --- | --- | --- | --- |
| Overgrootouders                                        | Johan III van Saksen-Weimar (1570–1605) ∞ Dorothea Maria van Anhalt (1574–1617)                        | Johan III van Saksen-Weimar (1570–1605) ∞ Dorothea Maria van Anhalt (1574–1617)                        | Johan Filips van Saksen-Altenburg (1597–1639) ∞ Elisabeth van Brunswijk-Wolfenbüttel (1593–1650)       | Johan Filips van Saksen-Altenburg (1597–1639) ∞ Elisabeth van Brunswijk-Wolfenbüttel (1593–1650)       | Filips VII van Waldeck-Wildungen (1613–1645) ∞ Anna Catherine van Sayn-Wittgenstein (1610–1650)        | Filips VII van Waldeck-Wildungen (1613–1645) ∞ Anna Catherine van Sayn-Wittgenstein (1610–1650)        | Willem van Nassau-Siegen (1592–1642) ∞ Christiane van Erbach (1596–1646)                               | Willem van Nassau-Siegen (1592–1642) ∞ Christiane van Erbach (1596–1646)                               |
| Grootouders                                            | Ernst I van Saksen-Gotha (1601–1675) ∞ 1636 Elisabeth Sophia van Saksen-Altenburg (1619–1680)          | Ernst I van Saksen-Gotha (1601–1675) ∞ 1636 Elisabeth Sophia van Saksen-Altenburg (1619–1680)          | Ernst I van Saksen-Gotha (1601–1675) ∞ 1636 Elisabeth Sophia van Saksen-Altenburg (1619–1680)          | Ernst I van Saksen-Gotha (1601–1675) ∞ 1636 Elisabeth Sophia van Saksen-Altenburg (1619–1680)          | Josias II van Waldeck-Wildungen (1636–1669) ∞ 1660 Wilhelmina Christina van Nassau-Siegen (1629–1700)  | Josias II van Waldeck-Wildungen (1636–1669) ∞ 1660 Wilhelmina Christina van Nassau-Siegen (1629–1700)  | Josias II van Waldeck-Wildungen (1636–1669) ∞ 1660 Wilhelmina Christina van Nassau-Siegen (1629–1700)  | Josias II van Waldeck-Wildungen (1636–1669) ∞ 1660 Wilhelmina Christina van Nassau-Siegen (1629–1700)  |
| Ouders                                                 | Johan Ernst van Saksen-Saalfeld (1658–1729) ∞ 1690 Charlotte Johanna van Waldeck-Wildungen (1664–1699) | Johan Ernst van Saksen-Saalfeld (1658–1729) ∞ 1690 Charlotte Johanna van Waldeck-Wildungen (1664–1699) | Johan Ernst van Saksen-Saalfeld (1658–1729) ∞ 1690 Charlotte Johanna van Waldeck-Wildungen (1664–1699) | Johan Ernst van Saksen-Saalfeld (1658–1729) ∞ 1690 Charlotte Johanna van Waldeck-Wildungen (1664–1699) | Johan Ernst van Saksen-Saalfeld (1658–1729) ∞ 1690 Charlotte Johanna van Waldeck-Wildungen (1664–1699) | Johan Ernst van Saksen-Saalfeld (1658–1729) ∞ 1690 Charlotte Johanna van Waldeck-Wildungen (1664–1699) | Johan Ernst van Saksen-Saalfeld (1658–1729) ∞ 1690 Charlotte Johanna van Waldeck-Wildungen (1664–1699) | Johan Ernst van Saksen-Saalfeld (1658–1729) ∞ 1690 Charlotte Johanna van Waldeck-Wildungen (1664–1699) |
| Frans Jozias van Saksen-Coburg-Saalfeld (1697–1764)    | | | | | | | | |